# Resultados do Carnaval de Belém em 2025
Nesta página estão apontados os resultados do Carnaval de Belém no ano de 2025. Os desfiles foram realizados entre os dias 14 e 23 de março de 2025, exatamente uma semana após o Carnaval nacional por questões estratégicas, seguindo a regra do ano anterior. A novidade foi a divulgação dos resultados nos dias seguintes aos desfiles oficiais, ou seja, nos dias 16 (Grupo Especial) e 24 de março (Acesso 1 e 2, além da Avaliação).
Todos os desfiles aconteceram na Aldeia de Cultura Amazônica Davi Miguel, que desde 2000 é o palco principal das apresentações, com exceção de 2017, 2021 e 2022, quando os desfiles foram cancelados por falta de subsidio por parte da prefeitura no primeiro ano e nos dois últimos anos por conta das medidas sanitárias devido ao agravamento da Pandemia de COVID-19, e em 2018, que aconteceu numa estrutura improvisada na Avenida Marechal Hermes, apesar das edições de 2002 e 2003 acontecerem em locais separados por conta do racha entre as escolas do Grupo Especial.

## Grupo Especial
As apresentações aconteceram nos dias 14 e 15 de março de 2025. O resultado final foi divulgado no dia 16.

### Classificação
Pelo segundo ano consecutivo, houve um empate no resultado final, com duas escolas sendo declaradas campeãs do Carnaval de Belém. A Bole Bole conquistou o seu sétimo título e o primeiro tricampeonato de sua história ao falar do Sol na Amazônia. A Quem São Eles conquistou o seu décimo quarto título e se consolidando como a segunda maior campeã do Carnaval belenense, quebrando um jejum de 22 anos sem vencer e levou para avenida um enredo sobre a ecologia e a salvação da Amazônia. A Boêmios da Vila Famosa fechou na segunda posição ao criticar o desmatamento da Amazônia. Campeã no ano anterior, a Embaixada de Samba do Império Pedreirense ficou em terceiro lugar ao destacar a encantaria dos rios amazônicos e a ligação com as divindades religiosas. A Deixa Falar finalizou em quarto lugar trazendo um enredo sobre as religiões afro-brasileiras e a conexão com a Amazônia. Vice-campeã por dois anos consecutivos, a Acadêmicos de Samba da Pedreira terminou em quinto lugar ao falar sobre a vida dos povos indígenas, sobretudo da divindade Rudá. 
O Rancho Não Posso Me Amofiná amargou o sexto lugar em um enredo homenageando o empresário Oscar Rodrigues. Em um desfile cheio de problemas, a escola acabou sofrendo o seu primeiro rebaixamento da sua história, caindo para o Grupo de Acesso 1. Em penúltimo lugar ficou a Mocidade Olariense em um enredo sobre as mulheres amazônidas, também sendo rebaixada após ter subido no ano anterior. Fechando o ranking, o Piratas da Batucada trouxe para a avenida um tema sobre a musicalidade da Amazônia, retornando à segunda divisão após dezessete anos seguidos no Grupo Especial.
| Pos | Escolas de Samba                          | Enredo                                                                                | Total | Desempate | Classificação ou rebaixamento        |
| --- | ----------------------------------------- | ------------------------------------------------------------------------------------- | ----- | --------- | ------------------------------------ |
| 1   | Bole Bole                                 | "Amazônia EnSOLarada"                                                                 | 199,7 |           | Campeãs do Carnaval de 2025          |
| 1   | Quem São Eles                             | "O Despertar da Floresta"                                                             | 199,7 |           | Campeãs do Carnaval de 2025          |
| 2   | Boêmios da Vila Famosa                    | "Sucupira: a Terra do Absurdo"                                                        | 199,7 | Harmonia  |                                      |
| 3   | Embaixada de Samba do Império Pedreirense | "Encantaria o rito das Águas"                                                         | 199,6 |           |                                      |
| 4   | Deixa Falar                               | "O Sonho Virou Realidade: Uma Gota de Amor para Salvar a Criação"                     | 198,7 |           |                                      |
| 5   | Acadêmicos de Samba da Pedreira           | "Rudá, a Explosão do Amor em Defesa da Amazônia"                                      | 198,3 |           |                                      |
| 6   | Rancho Não Posso Me Amofiná               | "A História do Mascate Amazônico Que se Tornou Midas do Norte"                        | 198,2 |           | Descem para o Grupo de Acesso 1 2026 |
| 7   | Mocidade Olariense                        | "A Revolta das Icamiabas, um Delírio Fascinante em Defesa do Reino das Pedras Verdes" | 198,1 |           | Descem para o Grupo de Acesso 1 2026 |
| 8   | Piratas da Batucada                       | "O Canto Caboclo da Amazônia"                                                         | 197,6 |           | Descem para o Grupo de Acesso 1 2026 |

## Grupo de Acesso 1
As apresentações aconteceram no dia 22 de março. O resultado foi divulgado no dia 24.
| Pos | Escolas de Samba           | Enredo                                                    | Pts   | Classificação ou rebaixamento        |
| --- | -------------------------- | --------------------------------------------------------- | ----- | ------------------------------------ |
| 1   | Matinha                    | "Essa Mata Também é Minha"                                | 199,7 | Sobem para o Grupo Especial 2026     |
| 2   | Xodó da Nega               | "A Serpente no Asfalto Pelas Ruas de Belém"               | 198,8 | Sobem para o Grupo Especial 2026     |
| 3   | Império Jurunense          | "M'barayo: Terra de Encantaria, Império de Giovanni"      | 198,3 |                                      |
| 4   | Guardiões do Samba         | "Amazônia - do Caos ao Renascimento, Replantar é Preciso" | *     |                                      |
| 5   | Caprichosos da Cidade Nova | *                                                         | *     |                                      |
| 6   | Mocidade Unida do Benguí   | "O Menino do Marajó na Cabeça da Serpente"                | 196,5 | Descem para o Grupo de Acesso 2 2026 |
| 7   | Cacareco                   | "Akuanduba - Um Toque de Harmonia Entre os Povos"         | 196,5 | Descem para o Grupo de Acesso 2 2026 |

## Grupo de Acesso 2
As apresentações aconteceram no dia 21 de março. O resultado foi divulgado no dia 24.
| Pos | Escolas de Samba              | Enredo                                                            | Classificação ou rebaixamento         |
| --- | ----------------------------- | ----------------------------------------------------------------- | ------------------------------------- |
| 1   | Coração Jurunense             | "Jurunas, a Festa é Aqui: da Gênese ao Apocalipse"                | Sobem para o Grupo de Acesso 1 2026   |
| 2   | Alegria Alegria               | *                                                                 | Sobem para o Grupo de Acesso 1 2026   |
| 3   | Guerreiros do Samba e do Amor | "Amazônia, a Floresta Pede Socorro, Guerreiros Unidos Pela Vida!" |                                       |
| 4   | Nova Mangueira                | *                                                                 |                                       |
| 5   | Nação Rubro Negra             | "Yabás: As Grandes Mães"                                          |                                       |
| 6   | A Grande Família              | *                                                                 | Descem para o Grupo de Avaliação 2026 |
| 7   | Habitat do Boto               | *                                                                 | Descem para o Grupo de Avaliação 2026 |

## Grupo de Avaliação
As apresentações aconteceram no dia 23 de março. O resultado foi divulgado no dia 24.
| Pos | Escolas de Samba      | Enredo                                            | Classificação ou rebaixamento       |
| --- | --------------------- | ------------------------------------------------- | ----------------------------------- |
| 1   | Parangolé do Samba    | "Um Grito de Alerta Pela Preservação da Amazônia" | Sobem para o Grupo de Acesso 2 2026 |
| 2   | Mocidade Botafoguense | *                                                 | Sobem para o Grupo de Acesso 2 2026 |
| 3   | Rosa da Terra Firme   | *                                                 |                                     |